# 名塩蘭学塾

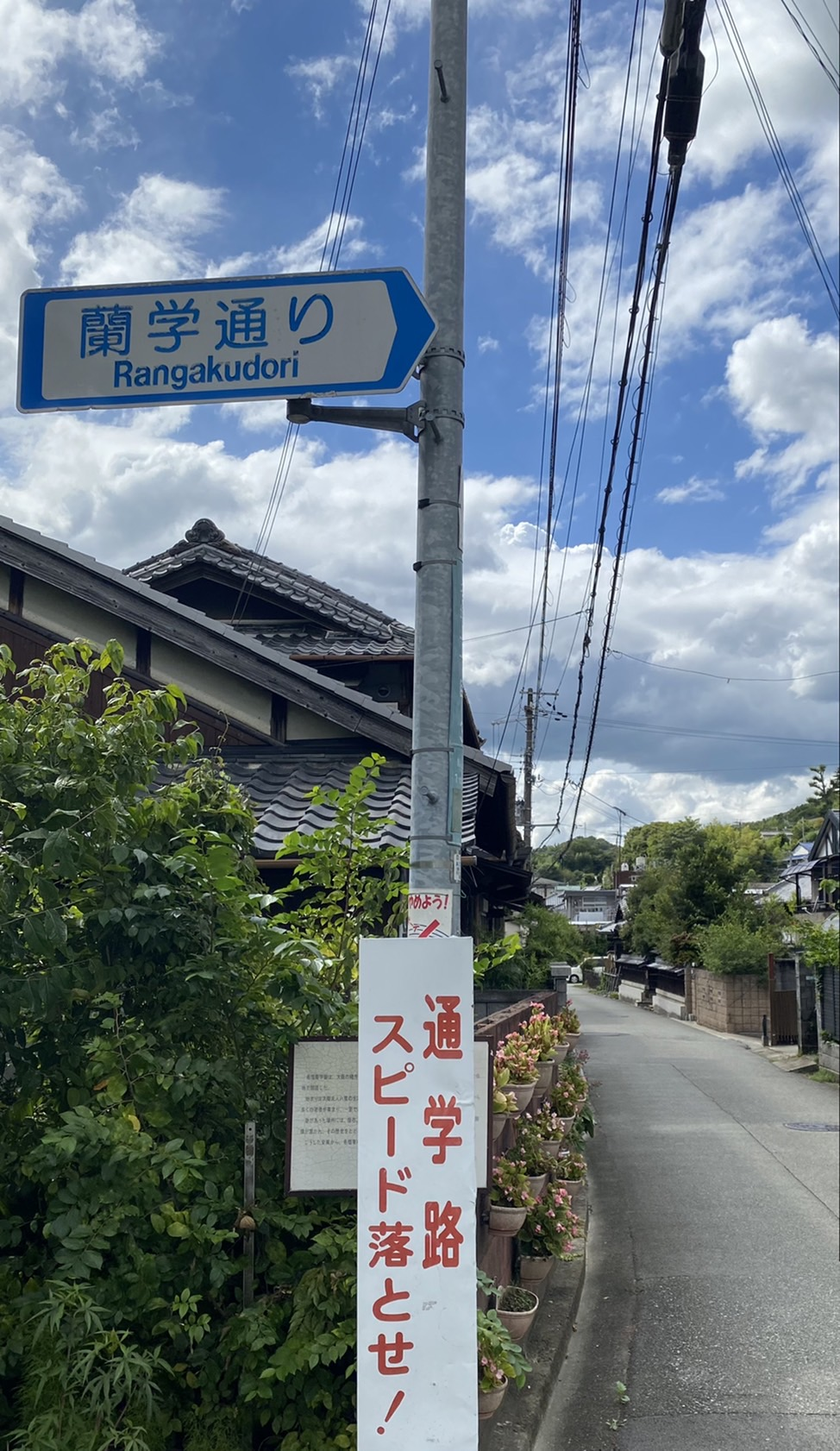
旧道の蘭学通り。名塩蘭学塾があるために名付けられた。

名塩蘭学塾（なじおらんがくじゅく）は、兵庫県西宮市名塩地区に文久2年（1862年）から明治2年（1869年）まで存在したとされる蘭学の私塾である。開設と活動の概要は、西宮市公式広報および同市「にしのみやデジタルアーカイブ」に記録が残るほか、学術論文でも8年間の活動が論じられている。

## 概要
緒方洪庵の適塾で学び第6代塾頭を務めた伊藤慎蔵が、文久2年（1862年）に摂津国名塩で開いたとされる。塾の活動期は文久2年から明治2年までの約8年である。現在、跡地はJA兵庫六甲名塩支店付近とされ、前面の旧道は平成元年（1989年）に「蘭学通り」と命名された。支店玄関横には洪庵夫人・緒方八重の像（石碑様式を含む）が設置されている。

## 歴史
伊藤慎蔵は、洪庵夫人・緒方八重の世話により名塩出身の妻・時子と結婚し、その養生のため一家で名塩に移ったとされる。八重の父・億川百記および適塾出身で名塩の大漉元・弓場五郎兵衛家当主弓場為政の勧めにより、億川家の一室に塾を開いた。
開塾は文久2年（1862年）で、近在のみならず三田・丹波、遠くは美濃や豊後からも若者が集まり、一室では収容できない盛況であったと伝えられる。明治期の学制整備が進む中、明治2年（1869年）に伊藤が神戸洋学伝習所に迎えられ（教授）、翌明治3年（1870年）に組織が大坂開成所へ改組されたことに伴い、名塩での塾は閉じられた（存続期間約8年）。平成元年（1989年）、跡地前の旧道は「蘭学通り」と命名された。